# Největší Francouz
Největší Francouz, v originále Le Plus Grand Français de tous les temps, byla televizní show, francouzská odnož formátu BBC Great Britons, která po vzoru svého britského vzoru hledala formou ankety sto nejvýznamnějších Francouzů historie. Show vysílala televize France 2 v roce 2005, finále bylo vysíláno z budovy francouzského senátu. Nápadné oproti jiným národním mutacím ankety bylo vyšší zastoupení umělců, zejména zpěváků a herců.

## Výsledky

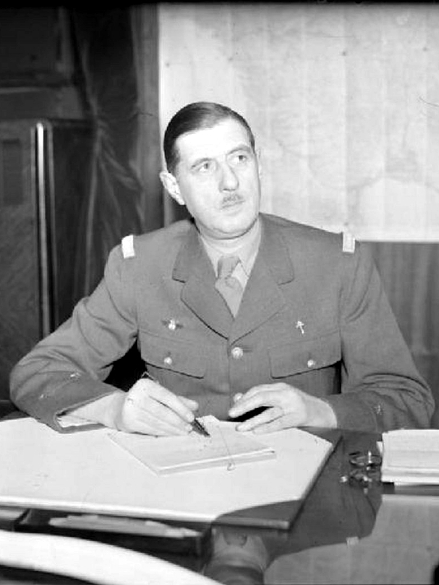
Charles de Gaulle

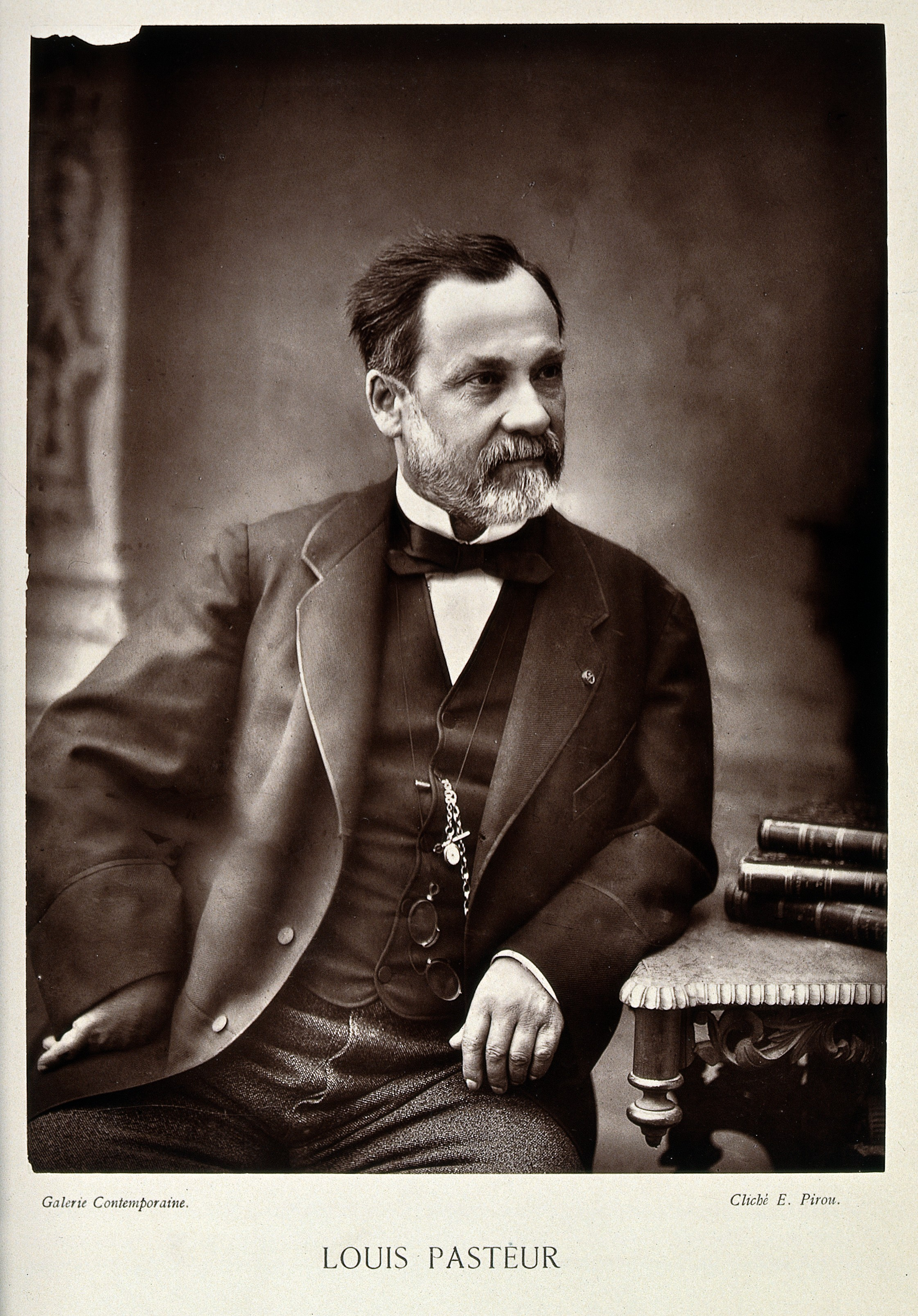
Louis Pasteur

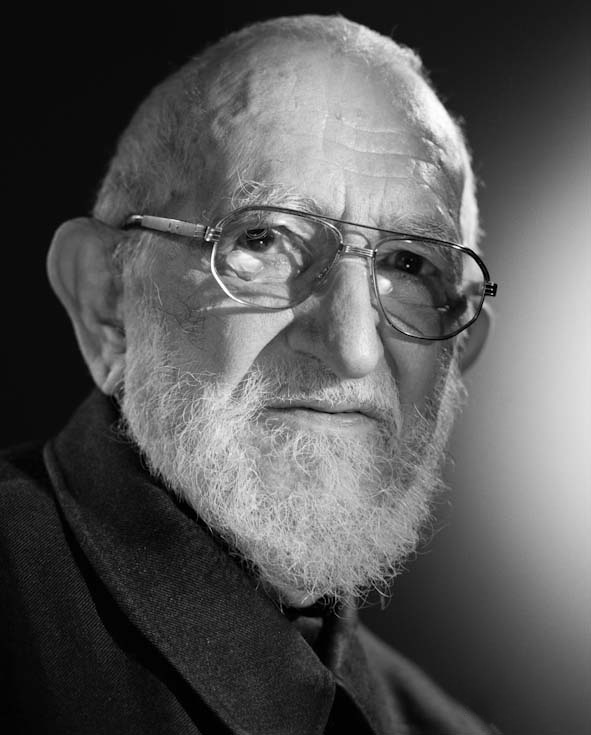
Abbé Pierre

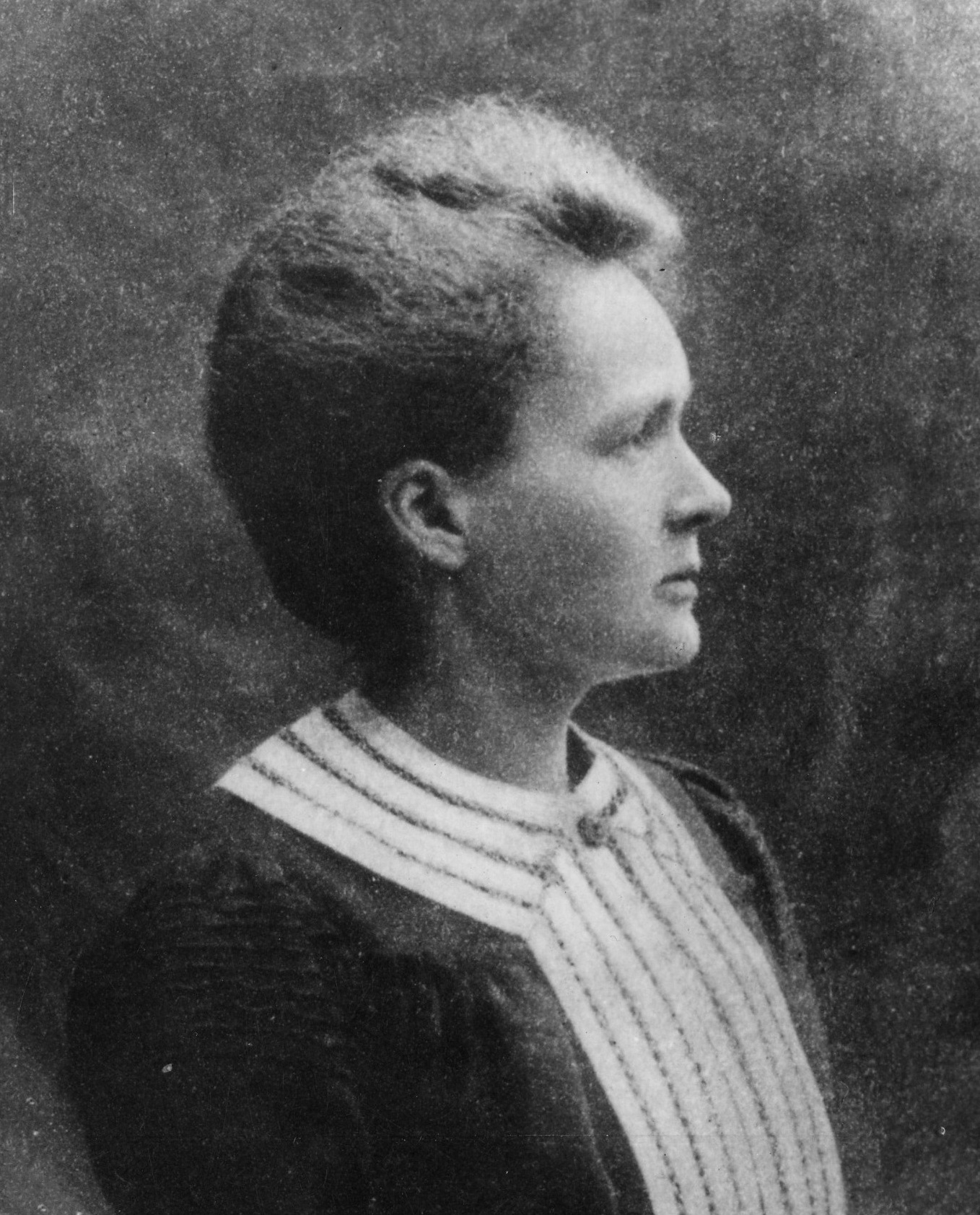
Marie Curie Skłodowska

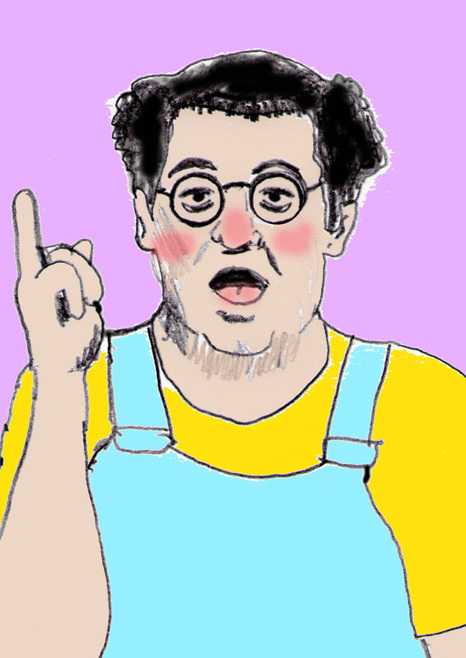
Coluche

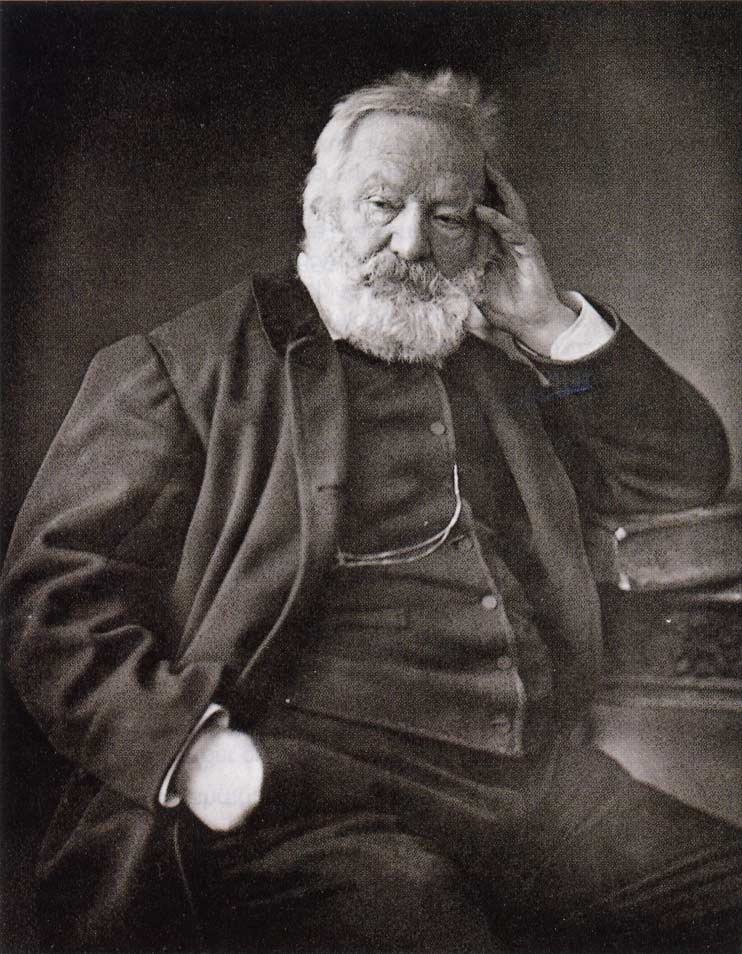
Victor Hugo

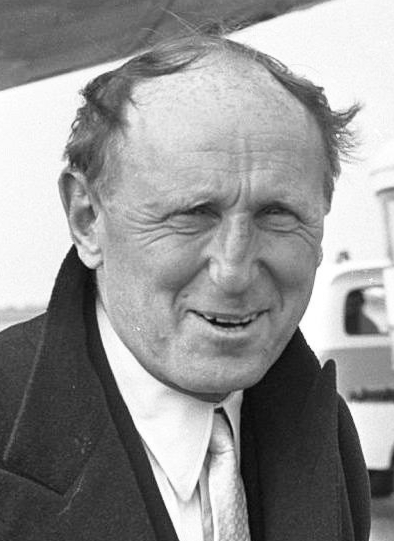
Bourvil

1. Charles de Gaulle – prezident a politik
2. Louis Pasteur – vědec
3. Abbé Pierre – kněz a dobročinný pracovník
4. Marie Curie-Skłodowská – vědkyně
5. Coluche – herec a dobročinný aktivista
6. Victor Hugo – spisovatel
7. Bourvil – herec
8. Molière – dramatik
9. Jacques-Yves Cousteau – oceánolog
10. Édith Piaf – zpěvačka
11. Marcel Pagnol – spisovatel
12. Georges Brassens – zpěvák
13. Fernandel – herec
14. Jean de La Fontaine – spisovatel
15. Jules Verne – spisovatel
16. Napoleon Bonaparte – císař a vojevůdce
17. Louis de Funès – herec
18. Jean Gabin – herec
19. Daniel Balavoine – zpěvák a hudebník
20. Serge Gainsbourg – zpěvák a hudebník
21. Zinédine Zidane – fotbalista
22. Karel Veliký – středověký císař
23. Lino Ventura – herec
24. François Mitterrand – prezident a politik
25. Gustave Eiffel – architekt
26. Émile Zola – spisovatel
27. Sestra Emmanuelle – jeptiška a dobročinná pracovnice
28. Jean Moulin – vůdce francouzského odboje za 2. světové války
29. Charles Aznavour – zpěvák
30. Yves Montand –  zpěvák
31. Jana z Arku – středověká bojovnice
32. Philippe Leclerc de Hauteclocque – voják
33. Voltaire – filozof
34. Johnny Hallyday – zpěvák
35. Antoine de Saint-Exupéry – letec a spisovatel
36. Claude François – zpěvák
37. Christian Cabrol – kardiolog
38. Jean-Paul Belmondo – herec
39. Jules Ferry – politik
40. Auguste a Louis Lumièrové – vynálezce kinematografu
41. Michel Platini – fotbalista
42. Jacques Chirac – prezident a politik
43. Charles Trenet – zpěvák
44. Georges Pompidou – prezident a politik
45. Michel Sardou – zpěvák
46. Simone Signoretová – herečka
47. Haroun Tazieff – vulkanolog
48. Jacques Prévert – básník
49. Éric Tabarly – námořník
50. Ludvík XIV. – král
51. David Douillet – judista
52. Henri Salvador – zpěvák a komik
53. Jean-Jacques Goldman – zpěvák a hudebník
54. Jean Jaurès – politik
55. Jean Marais – herec
56. Yannick Noah – tenista
57. Albert Camus – spisovatel a filozof
58. Dalida – zpěvačka
59. Léon Zitrone – novinář
60. Nicolas Hulot – novinář
61. Simone Veilová – politik
62. Alain Delon – herec
63. Patrick Poivre d'Arvor – novinář
64. Aimé Jacquet – fotbalista
65. Francis Cabrel – zpěvák
66. Brigitte Bardotová – herečka
67. Guy de Maupassant – spisovatel
68. Alexandre Dumas starší – spisovatel
69. Honoré de Balzac – spisovatel
70. Paul Verlaine – básník
71. Jean-Jacques Rousseau – filozof
72. Maximilien Robespierre – politik a revolucionář
73. Renaud Séchan – zpěvák
74. Bernard Kouchner – politik
75. Claude Monet – malíř
76. Michel Serrault – herec
77. Auguste Renoir – malíř
78. Michel Drucker – novinář
79. Raimu – herec
80. Vercingetorix – galský vůdce
81. Raymond Poulidor – cyklista
82. Charles Baudelaire – básník
83. Pierre Corneille – dramatik
84. Arthur Rimbaud – básník
85. Georges Clemenceau – politik
86. Gilbert Bécaud – zpěvák
87. José Bové – odborář
88. Jean Ferrat – zpěvák
89. Lionel Jospin – politik
90. Jean Cocteau – spisovatel a filmař
91. Luc Besson – režisér
92. Tino Rossi – zpěvák
93. Pierre de Coubertin – zakladatel moderního olympismu
94. Jean Renoir – režisér
95. Gérard Philipe – herec
96. Jean-Paul Sartre – filozof a spisovatel
97. Catherine Deneuve – herečka
98. Serge Reggiani – herec
99. Gérard Depardieu – herec
100. Françoise Dolto – psychoanalytička